# Lotta Svärd-organisationen

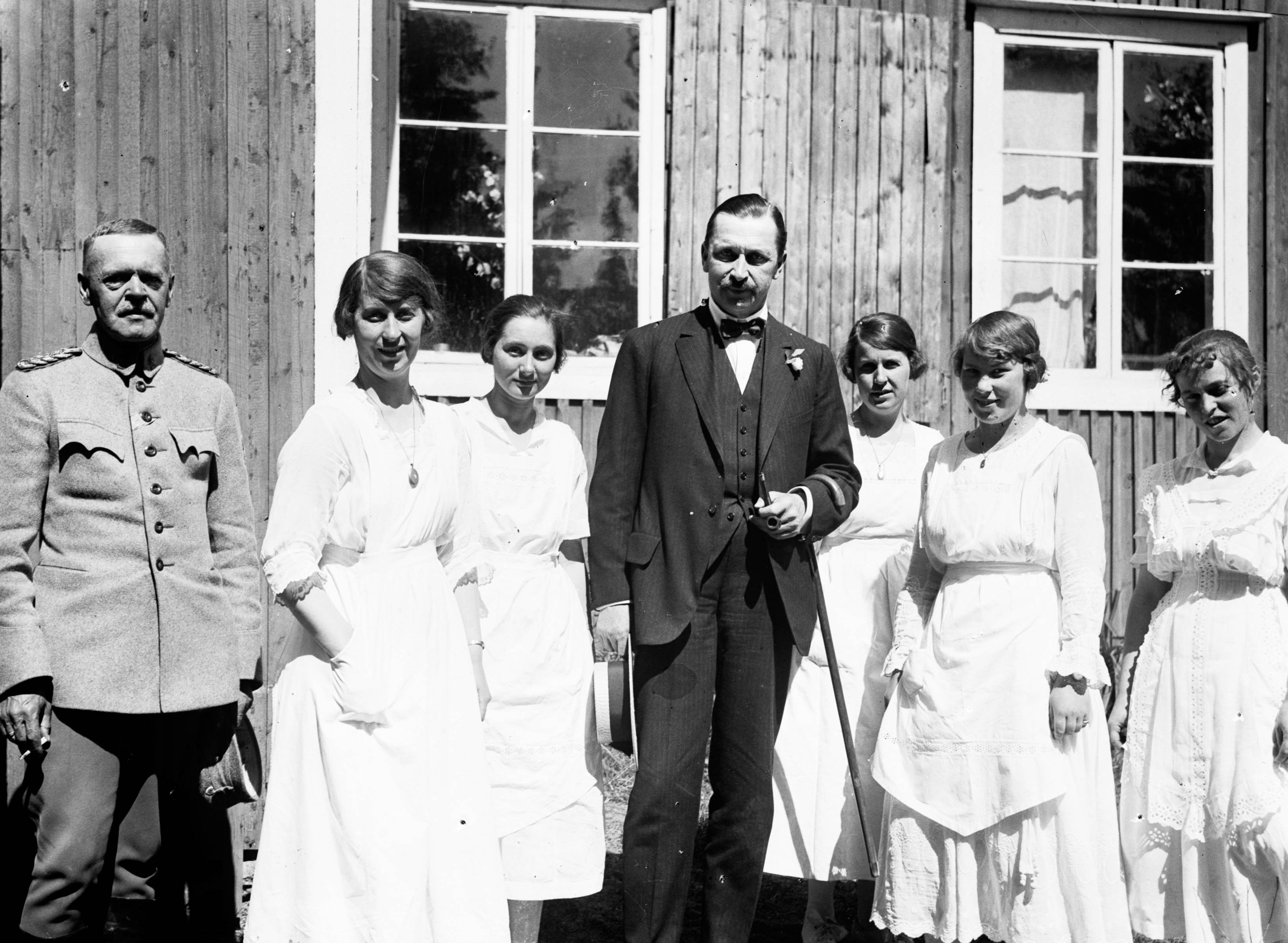
Lottor besöks av Mannerheim cirka år 1920

Lotta Svärd-organisationen var en frivilligorganisation för kvinnor som verkade i Finland under åren 1920–1944. Den var inspiration för den svenska organisationen Lottorna. Namnet kommer från personen Lotta Svärd i Johan Ludvig Runebergs Fänrik Ståls sägner, som behandlar kriget mellan Sverige och Ryssland 1808–1809. Namnet användes första gången i Riihimäki den 19 november 1918. Initialt arbetade kvinnliga frivilliga inom försvaret som sanitärer inom skyddskårerna, som brandmän och med sömnad. Termen lottor användes inte då. Så småningom började dessa frivilligkvinnor att organisera sig, och efter lång diskussion valde man namnet Lotta Svärd. År 1920 ansågs att en självständig organisation var nödvändig, varefter föreningen Lotta Svärd registrerades den 9 september 1920.

## Krigsåren

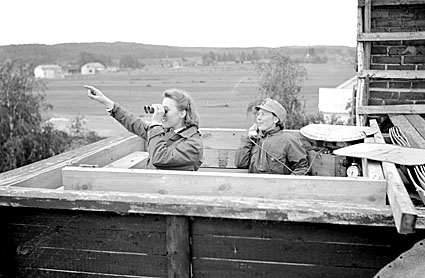
Lottor utför luftövervakning under fortsättningskriget.

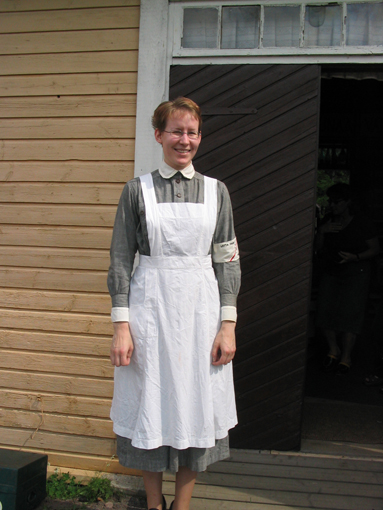
Kvinna i lottauniform under ett evenemang för historiskt återskapande 2005.

Under de första åren byttes ordförande ofta, men 1931 fattades beslut om att välja en permanent ordförande. Posten gick till Fanni Luukkonen, som var överlärare vid lärarseminariet i Sordavala och som hade verkat som ordförande sedan 1929. Hon var därefter ordförande tills föreningen upphörde 1944. Hon besökte den 19 maj 1943 Adolf Hitler och mottog då riddarkorset med örn för sin "kamp mot bolsjevismen". 
Lotta Svärds stadgar förnyades vid årsmötet 1941 varvid namnet ändrades till Lotta Svärd rf. 
Under kriget arbetade lottorna som sanitärer, telefonister, kontorister, skötte kantiner samt arbetade som sjuksköterskor på fältsjukhusen. Under vinterkriget och under fortsättningskriget medförde lottornas arbete att ca 100 000 kunde avdelas för andra uppgifter, av dessa 50 % till fronttjänst. Lottornas insats motsvarade således omkring sju divisioner. 
Smålottorna grundades 1931. Det var en barnorganisation som var öppen för alla som var åtta år fyllda. Under fortsättningskriget döptes Smålottorna om till Lottaflickorna. De hade ett eget emblem, en heraldisk ros. Verksamheten betonade fosterländskhet. Smålottorna deltog också i allehanda arbeten tillsammans med de vuxna lottorna. Lottaflickornas verksamhet upphörde samtidigt som Lotta Svärd. Medlemsantalet var då omkring 50 000. 
Totalt var medlemsantalet i hela Lotta Svärd omkring 200 000, år 1944. Då kriget slutade den 9 september 1944 hade 287 lottor mist livet till följd av detta (113 dog av direkta krigshandlingar, 140 av olika sjukdomar och 34 i olyckor).

## Efterkrigstiden
Den allierade Kontrollkommissionen bestämde att de organisationer, som bedömdes vara fascistiska, skulle upplösas, däribland Lotta Svärd. Finlands regering förbjöd den 23 november 1944 Lotta Svärd på grund av dess "nära samarbete med Skyddskårsrörelsen". Innan organisationen upplöstes, överfördes dess tillgångar till stiftelsen Vårdstiftelsen för Finlands Kvinnor (finska: Suomen Naisten Huoltosäätiö). Stiftelsen ordnade bland annat med matbespisning för behövande. Den 29 juni 2004 bytte den namn till Lotta Svärd-Stiftelsen. 
Under 1960– och 1970–talen var lottorna starkt kritiserade i vänsterkretsar och man ifrågesatte deras bevekelsegrunder och moral. Efter Sovjetunionens sönderfall på 1990-talet gjordes en nytolkning av fredsfördraget i Paris och lottornas betydelse omvärderades. År 1992 grundades Lottatraditionsförbundet i Finland på initiativ av några tidigare frontlottor. De upprätthåller Lotta Svärd-organisationens forna ideal och sprider kunskap om organisationen. Det finns fortfarande flera tusen lottor kvar som tjänstgjorde under kriget och är i behov av rehabilitering.
Lottamuseer finns i dag i Ristijärvi, Seinäjoki, Villmanstrand och Tusby. Den 12 december 2005 var det premiär för filmen Löftet (Lupaus), som var finansierad av Lotta Svärd-Stiftelsen.

## Lotta-emblemet
Lotta Svärd-organisationens symbol ritades av Eric Vasström och innehöll fyra heraldiska rosor och ett hakkors.

## Den estniska systerorganisationen
I Estland fanns en systerorganisation "Naiskodukaitse" (Kvinnohemvärnet) som uppstått på samma sätt och med liknande "ideal" som Lotta Svärdrörelsen. Även denna förbjöds efter kriget, men påföljderna för medlemmarna var mera drakoniska än i Finland. Anna Tõrvand-Tellman, estnisk politiker och kvinnosakskvinna som varit med om att grunda rörelsen dömdes år 1940 till döden. Domen förvandlades senare till 12 år i fångläger. Hon dog 1953.

## Framstående lottor
- Aina Rosina Strandertskjöld, ordförande för Nylands södra Lotta Svärd-distrikt 1927–1939
- Hilja Riipinen, huvudredaktör för tidningen Lotta Svärd från starten till 1936[5]
- Fanni Luukkonen
- Augusta Krook